# Cassidula aurisfelis
Cassidula aurisfelis е вид охлюв от семейство Ellobiidae. Видът не е застрашен от изчезване.

## Разпространение
Разпространен е в Австралия (Западна Австралия, Куинсланд и Северна територия), Малайзия, Тайланд и Хонконг.

## Описание
Популацията на вида е стабилна.